# دانشگاه اسپلیت
دانشگاه اسپلیت (کرواتی: Sveučilište u Splitu , لاتین: Universitas Studiorum Spalatensis) دانشگاهی است که در اسپلیت کرواسی واقع شده است. در سال ۱۹۷۴ تأسیس شد. این دانشگاه در ۱۳ دانشکده و ۱۲۴ برنامه دانشکده سازماندهی شده است. تا سال ۲۰۰۹، در مجموع حدود ۴۰۰۰۰ دانشجو فارغ‌التحصیل شده‌اند و در مجموع ۳۳۷ مدرک دکترا اعطا شده است. دانشگاه اسپلیت عضو اتحادیه دانشگاه‌های اروپایی است.